# Ludwig Kronfuß
Ludwig Kronfuß (* 16. Juli 1950 in Wien) ist ein ehemaliger österreichischer Eisschnellläufer.
Kronfuß, der für den Wiener Eislauf-Verein startete, nahm von 1968 bis 1976 an internationalen Wettbewerben teil und errang bei der Mehrkampfeuropameisterschaft 1972 in Davos den 31. Platz im Großen Vierkampf. Im folgenden Jahr kam er bei der Mehrkampfweltmeisterschaft in Deventer auf den 39. Platz im Großen Vierkampf. In den Jahren 1975 und 1976 wurde er jeweils österreichischer Meister im Großen Vierkampf. Letztmals international startete er bei den Olympischen Winterspielen 1976 in Innsbruck, wobei er auf den 27. Platz über 5000 m und auf den 26. Rang über 1500 m lief.

## Persönliche Bestzeiten
| Disziplin | Zeit         | Datum             | Ort       |
| --------- | ------------ | ----------------- | --------- |
| 500 m     | 42,30 s      | 13. Januar 1973   | Davos     |
| 1000 m    | 1:27,20 min  | 26. Dezember 1972 | Inzell    |
| 1500 m    | 2:08,90 min  | 7. Januar 1972    | Davos     |
| 3000 m    | 4:35,10 min  | 2. März 1972      | Inzell    |
| 5000 m    | 7:58,70 min  | 4. März 1972      | Inzell    |
| 10.000 m  | 17:12,10 min | 27. Dezember 1975 | Innsbruck |